# Wacław Markert

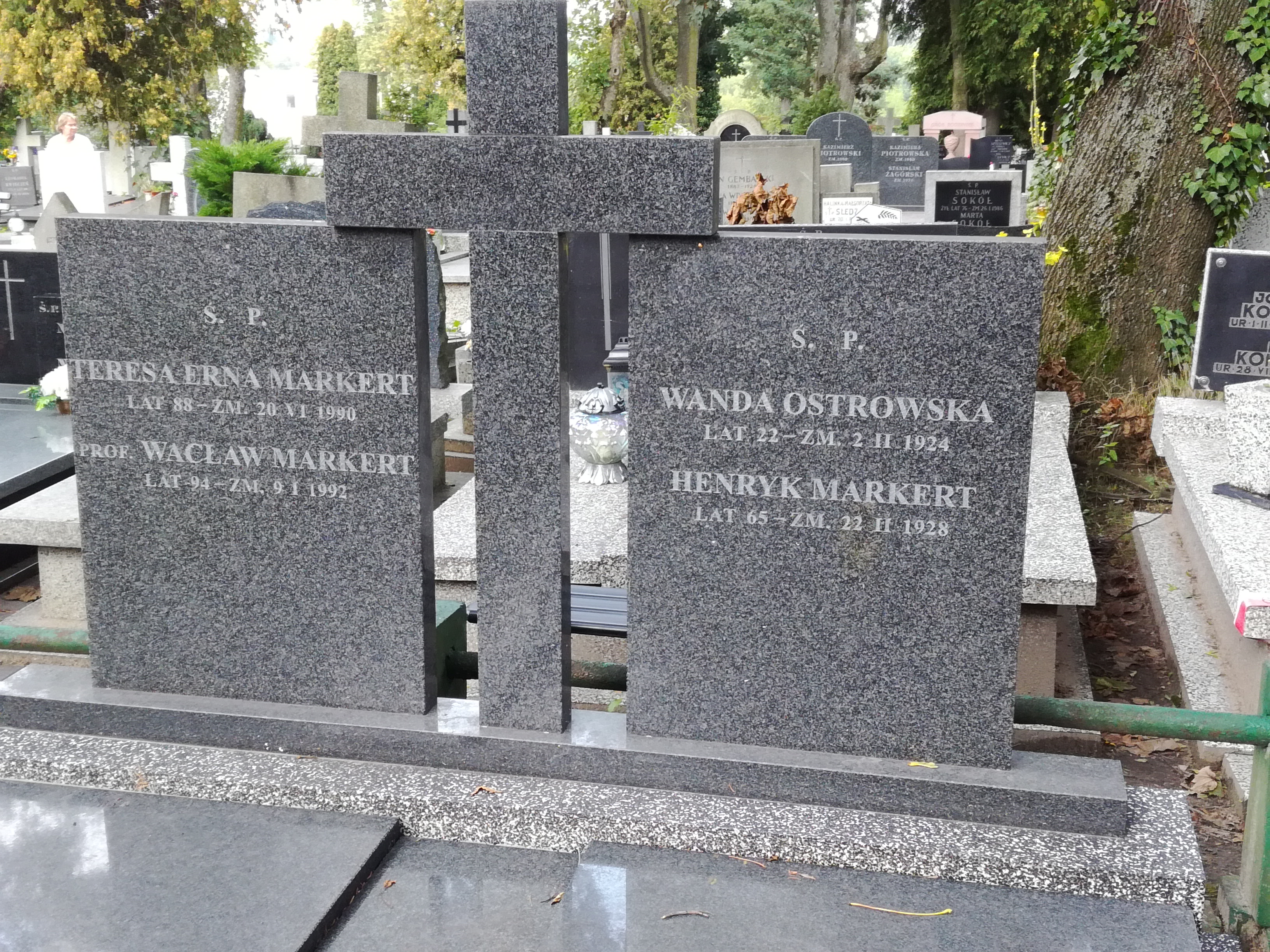
Grobowiec Wacława Markerta na Starym Cmentarzu w Łodzi

Wacław Henryk Markert (ur. 13 stycznia 1898 w Łodzi, zm. 9 stycznia 1992 w Łodzi) – polski lekarz internista, profesor.

## Życiorys
Syn Henryka i Wandy z d. Barcz. W 1917 ukończył 2 Gimnazjum Filologiczne w Łodzi i podjął studia medyczne na Uniwersytecie Warszawskim. Od 1918 służył jako ochotnik w 3 pułku ułanów Dzieci Warszawy, walczył w wojnie polsko-ukraińskiej, dostał się do niewoli ukraińskiej w czasie walk pod Bełzem, skąd po trzech miesiącach zbiegł. Uczestniczył także w wojnie polsko-bolszewickiej. Od lata 1920 służył w Wojskowym Szpitalu Epidemicznym w Kopyczyńcach. W 1921 został przeniesiony do rezerwy i powrócił na studia.
W 1924 ukończył studia medyczne na Wydziale Lekarskim Uniwersytetu Warszawskiego, jeszcze przed końcem studiów rozpoczął pracę jako wolontariusz w macierzystej uczelni w II Klinice Chorób Wewnętrznych. W tym charakterze pracował do 1928. Od 1928 do maja 1938 był tam zatrudniony jako asystent, od czerwca 1938 jako tzw. asystent tytularny.
We wrześniu 1939 zgłosił się do służby wojskowej jako ochotnik i został mianowany zastępcą dowódcy Szpitala Polowego nr 202. Uczestniczył w walkach nad Bzurą, dostał się do niewoli niemieckiej 17 września 1939, ale zwolniono go w marcu 1940 (został wyreklamowany jako lekarz). Od 1 kwietnia 1941 pracował w Szpitalu Dzieciątka Jezus w Warszawie. W tym charakterze uczestniczył w powstaniu warszawskim. Po upadku powstania przebywał w Milanówku, gdzie pracował w Zakładzie Domu Miłosierdzia im. ks. Boduina.
Od marca 1945 pracował ponownie w II Klinice Chorób Wewnętrznych Wydziału Lekarskiego Uniwersytetu Warszawskiego, początkowo jako adiunkt. Już 25 marca 1945 przedstawił tam rozprawę habilitacyjną Imidazole we krwi i moczu w chorobach narządu krążenia w okresie przewlekłej niewydolności oraz w chorobach wątroby i nerek i uzyskał uprawnienia veniam legendi. 30 sierpnia 1947 otrzymał tytuł profesora nadzwyczajnego, a od 1 września 1947 został kierownikiem III Katedry i Kliniki Chorób Wewnętrznych Wydziału Lekarskiego Uniwersytetu Łódzkiego. Pracę tę kontynuował po włączeniu Wydziału w 1950 w struktury Akademii Medycznej w Łodzi, w latach 1952–1953 był prodziekanem Wydziału Lekarskiego, w latach 1953–1955 prorektorem AM ds. klinicznych. 28 marca 1957 otrzymał tytuł profesora zwyczajnego. Przeszedł na emeryturę w 1968. W 1952 należał do założycieli działu klinicznego łódzkiego Instytutu Medycyny Pracy. Równocześnie w latach 1958–1963 kierował Katedrą Chorób Wewnętrznych powstałej w 1958 Wojskowej Akademii Medycznej. Był założycielem i redaktorem czasopisma naukowego „Folia Medica Lodziensia”.
W 1978 otrzymał tytuł doktora honoris causa Akademii Medycznej w Łodzi. Był jednym z inicjatorów reaktywacji po II wojnie światowej Łódzkiego Towarzystwa Naukowego. Otrzymał godność członka honorowego ŁTN. Był także członkiem Towarzystwa Internistów Polskich (od 1928, od 1970 członkiem honorowym), Polskiego Towarzystwa Lekarskiego (od 1928, od 1984 członkiem honorowym), członkiem honorowym Polskiego Towarzystwa Ftizjopneumonologicznego (od 1976).

## Odznaczenia
- Krzyż Kawalerski Orderu Odrodzenia Polski (1954)[8]
- Medal 10-lecia Polski Ludowej (1955)[9]
- Krzyż Oficerski Odrodzenia Polski (1960)[1]
- Medal Komisji Edukacji Narodowej (1984)[1]